# US Military Cemetery Son

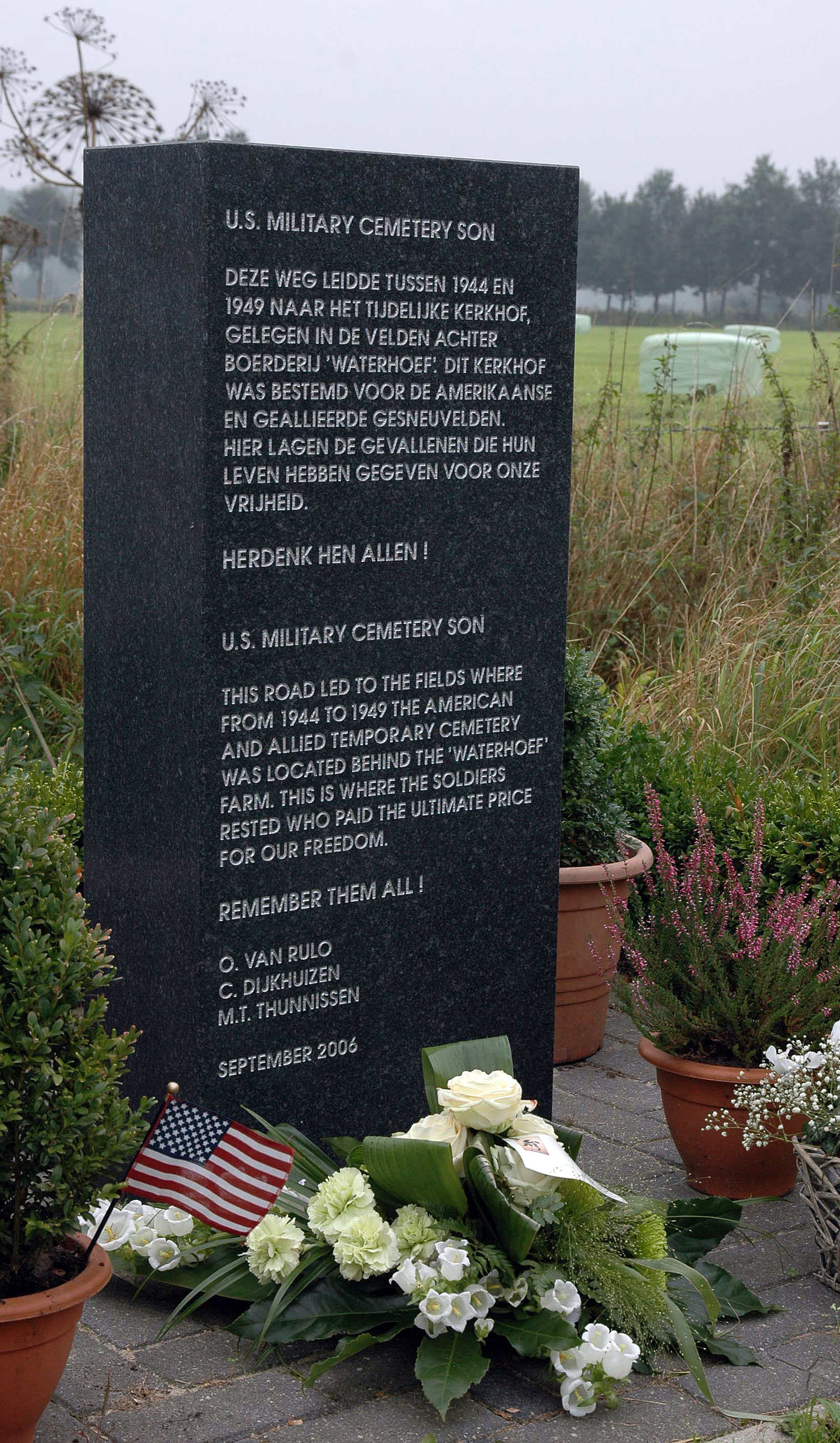
De gedenksteen uit 2006

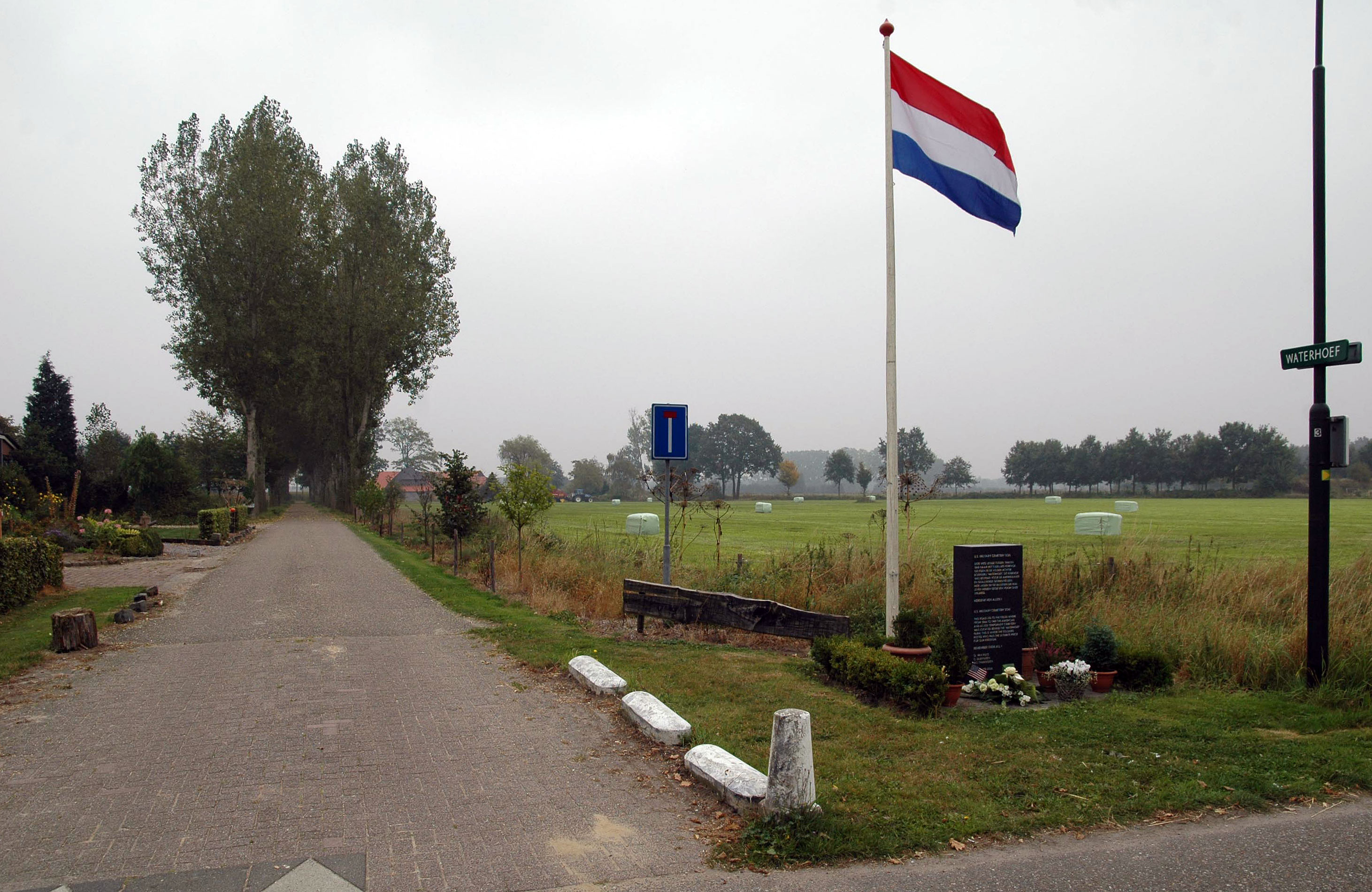
De toegangsweg tot de voormalige begraafplaats

De US Military Cemetery Son was een tijdelijke militaire begraafplaats te Wolfswinkel, een gehucht ten noorden van de bebouwde kom van Son.
De begraafplaats is gesticht op 19 september 1944, tijdens Operatie Market Garden, bij boerderij "Waterhoef".
Duitse krijgsgevangenen dolven graven en soldaten van de Amerikaanse Graves Registration wikkelden de doden in parachutes en begroeven hen.
Er lagen onder andere doden begraven die sneuvelden tijdens de gevechten rond Son, waaronder ook de doden uit het veldhospitaal dat gevestigd was in het Sonse sanatorium.
Er lagen 411 Amerikanen, 48 Britten en 1 Canadees begraven.
Minder bekend is dat er ook enkele honderden Duitsers lagen aan de achterzijde.
Na de oorlog werd de toegangsweg begaanbaarder gemaakt met staalplaten.
Bij de begraafplaats stond een bord met de tekst "Here lie the honored dead of the 101st A/B DIV."
Er bevond zich een kantoorgebouwtje, en een vlaggemast met een perkje met tulpen.
Er was onderhoudspersoneel en een gastvrouw.
Er kwamen veel bezoekers.
De graven werden door de bevolking geadopteerd; ook legden zij bloemen bij de graven.
Op 30 mei 1945 was er een herdenking ter gelegenheid van Memorial Day.
Ook op 30 mei 1946 gebeurde dat; daarbij werd een erewacht gevormd door Nederlandse soldaten die gedetacheerd waren op de toenmalige Britse vliegbasis in Schijndel.
De volgende herdenking was in 1947 en daarna voor de laatste keer in 1948.
In 1947 werden de Britse doden herbegraven op andere begraafplaatsen, waaronder die in Mierlo en Bergen op Zoom.
Ook de Duitse doden zijn in dat jaar overgebracht naar elders.
De begraafplaats is opgeheven op 30 mei 1949, nadat de doden waren herbegraven.
Het grootste deel, ongeveer 60%, werd overgebracht naar de VS.
De overige doden gingen naar de militaire begraafplaats in Margraten in Limburg.
De gebruikte grond kreeg zijn oorspronkelijke agrarische bestemming weer terug.
Op vrijdagmiddag 8 december 2006 is een monument onthuld, een zwarte gedenksteen met inscriptie, op de plek waar de toegangsweg tot de begraafplaats uitkwam op de Rooyseweg die loopt van Son naar Sint-Oedenrode, deel van Hell's Highway.
Het is tot stand gekomen door particulier initiatief.